# Prvoústí
Prvoústí (Protostomia) jsou skupina mnohobuněčných živočichů s dvoustrannou souměrností (bilaterií), jejichž prvoústa nezanikají, ale slouží i pro prodělání další ontogeneze jakožto ústa. Je taxonomicky řazena zpravidla buď jako jedno z pododdělení bilaterií nebo o klasifikační úroveň výše, přímo jako oddělení živočichů; mnohé moderní systémy jim taxonomický rank neurčují a pouze je jako skupinu kmenů charakterizují jejich postavením ve fylogenetickém stromu. 
Jelikož jde o skupinu značně heterogenní, nelze prvoústé kromě genetické příbuznosti a společného původu jejich základního tělního plánu jednoduše charakterizovat jejich popisnými znaky. Podobně mylné by mohlo být užití morfologických podobností i při dalším členění této skupiny (příkladem mohou být dnes již překonaní článkovci). Moderní systémy na základě fylogenetických studií genomů rozdělují prvoústé na jednotlivé vývojové linie a jejich větve, přičemž přesné zařazení jednotlivých kmenů a přirozenost vyšších skupin nejsou ani na začátku 20. let plně ustálené. 
Dnes je však zřejmé a všemi moderními fylogenetickými studiemi potvrzované rozdělení prvoústých do dvou základních vývojových linií (nadkmenů): Ecdysozoa a Spiralia (též zvaná Lophotrochozoa v širším smyslu). Pro Ecdysozoa, do kterých patří mimo jiné členovci a „kulatí červi“, bylo jako společný původní znak identifikováno svlékání kutikuly či jeho obdoba. Pro Spiralia, kam patří např. ploštěnci, kroužkovci, měkkýši a „chapadlovci“, jsou to spirální rýhování vajíčka nebo trochoforové larvy.

## Systém
Možné rozdělení jednotlivých kmenů do jednotlivých vývojových linií ukazuje následující přehled. Přestože je založen na nejnovějších studiích z druhé dekády 21. století, je nutné ho i nadále považovat za pouhou pravděpodobnou hypotézu, která může s dalším poznáním doznat mnoha změn.
Ecdysozoa
- Chobotovci (Scalidophora)
  - Kmen: Hlavatci (Priapulida)
  - Kmen: Rypečky (Kinorhyncha)
  - Kmen: Korzetky (Loricifera)
- Cryptovermes[1]
  - Nematoida
    - Kmen: Strunovci (Nematomorpha)
    - Kmen: Hlístice (Nematoda)

  - Panarthropoda
    - Kmen: Drápkovci (Onychophora)
    - Kmen: Želvušky (Tardigrada)
    - Kmen: Členovci (Arthropoda)

Spiralia = Lophotrochozoa s.l. 
- Čelistovci (Gnathifera)[2][3]
  - Kmen: Ploutvenky (Chaetognatha)
  - Kmen: Čelistovky (Gnathostomulida)
  - Kmen: Oknozubky (Micrognathozoa)
  - Kmen: Vířníci v širším smyslu (Syndermata = Rotifera s.l.); v některých systémech jsou kmeny o úroveň níž:
    - (Kmen:) Vířníci v užším smyslu (Rotifera s.s. = Rotatoria), bez následujících 2 skupin však pravděpodobně parafyletičtí[4]
    - (Kmen:) Vrtejši (Acanthocephala)
    - (Kmen:) Žábrovci (Seisonida)
- Platytrochozoa
  - Rouphozoa[5]
    - Kmen: Ploštěnci (Plathelminthes/Platyhelminthes)
    - Kmen: Břichobrvky (Gastrotricha)
    - Kmen: Sépiovky (Rhombozoa = Dicyemida)

  - Lophotrochozoa s.s.[pozn. 1]
    - Polyzoa[6]
      - Kmen: Mechovci v užším smyslu = mechovky[7][2] v širším smyslu (Bryozoa s.s. = Ectoprocta)[pozn. 2]
      - Kmen: Kamptozoa; v některých systémech jsou kmeny o úroveň níž:
        - (Kmen:) Mechovnatci (Entoprocta)
        - (Kmen:) Vířníkovci (Cycliophora)

    - Trochozoa[2]
      - Brachiozoa (chapadlovci[7] v užším smyslu, tedy bez mechovců)[pozn. 3]
        - Kmen: Chapadlovky (Phoronida)
        - Kmen: Ramenonožci (Brachiopoda)

      - Kmen: Kroužkovci (Annelida)
      - Kmen: Měkkýši (Mollusca)
      - Kmen: Pásnice (Nemertea)

Pro úplnost je třeba poznamenat, že některé další skupiny, dříve uváděné jako kmeny, tuto klasifikaci ztratily:
- Morulovci = moruškovci (Mesozoa) se rozpadli na dva kmeny: Sépiovky (Rhombozoa = Dicyemida) a plazmodiovky (Orthonectida); plazmodiovky jsou nyní řazeny jako součást kroužkovců.
- Mechovci v širším smyslu (Bryozoa s.l.) byli rozděleni na dva kmeny: Mechovci v užším smyslu (Ectoprocta = Bryozoa s.s.) a mechovnatci (Entoprocta); mechovnatci jsou dnes v některých systémech uváděni jako součást kmene Kamptozoa (spolu s vířníkovci).
- Výtrusenky (Myxozoa), jako parazité druhotně redukované na jednobuněčné či několikabuněčné tvory, byly dříve řazeny mimo živočichy do skupiny prvoků Sporozoa (česky výtrusovci, ale v dřívějším širším smyslu) z dnešního pohledu polyfyletické, kam patřili vedle dnešních výtrusovců (Apicomplexa) také Microsporidia (mikrosporidie, dnes součást hub), Ascetosporea (dnes součást rhizarií), Helicosporidium  (dnes součást zelených řas) či Blastocystis (dnes součást stramenopilních řas). Po objevu vícebuněčných stádií a prvních molekulárně genetických analýzách byly výtrusenky (jakožto Myxozoa či Endocnidozoa) překlasifikovány jako kmen živočichů, blízký lilijicovcům, morulovcům či praploštěncům. Jejich mylné řazení do bilaterií bylo později vyloučeno (artefakt vzniklý částečnou sekvenací genomu hostitele) a navíc opět ztratily status kmene, poté co se analýzami potvrdilo dnešní zařazení mezi žahavce.
- Krytonošci (Vestimentifera) či trubicovci (Obturata) byli začlenění do původního kmene vláknonošci (Pogonophora), který svůj status kmene později ztratil a vláknonošci jsou dnes vnitřní skupinou kroužkovců.
- Do kroužkovců jsou dnes z bývalých kmenů řazeni i 
  - lilijicovci (Myzostomida),
  - rypohlavci (Echiura),
  - sumýšovci (Sipunculida) a, jak již bylo uvedeno výše, také
  - plazmodiovky (Orthonectida) a
  - vláknonošci (Pogonophora).